# 25 mm armata automatyczna M242 Bushmaster
M 242 Bushmaster – amerykańskie działko kalibru 25 mm firmy McDonnell Douglas stanowiące uzbrojenie m.in. wozów bojowych M2 Bradley, M3 Bradley CFV czy LAV-25. Jednym z konstruktorów działka był twórca karabinka M16, Eugene Stoner.

## Dane taktyczno-techniczne
- masa: 110,2 kg
- zasada działania: napęd zewnętrzny
- długość całkowita: 2,743 m
- długość lufy: 2,032 m
- szybkostrzelność: nastawna – 100/200/500 strz./min
- prędkość wylotowa pocisku: 1360 m/s
- energia wylotowa pocisku: 122 kJ